# Vespiodes conopeus
Vespiodes conopeus är en tvåvingeart som först beskrevs av Sack 1935.  Vespiodes conopeus ingår i släktet Vespiodes och familjen Mydidae. Inga underarter finns listade i Catalogue of Life.